# Metaphrastis
Metaphrastis é um gênero de traça pertencente à família Agonoxenidae.